# Stéfanie Tremblay
Stéfanie Tremblay (18 de julio de 1990) es una deportista canadiense que compite en judo. Ganó dos medallas en los Juegos Panamericanos en los años 2011 y 2015, y una medalla en el Campeonato Panamericano de Judo de 2016.

## Palmarés internacional
| Juegos Panamericanos    | Juegos Panamericanos | Juegos Panamericanos | Juegos Panamericanos |
| Año                     | Lugar                | Medalla              | Categoría            |
| ----------------------- | -------------------- | -------------------- | -------------------- |
| 2011                    | Guadalajara (México) | Medalla de bronce    | –63 kg               |
| 2015                    | Toronto (Canadá)     | Medalla de plata     | –63 kg               |
| Campeonato Panamericano |                      |                      |                      |
| Año                     | Lugar                | Medalla              | Categoría            |
| 2016                    | La Habana (Cuba)     | Medalla de bronce    | –63 kg               |